# Ицени
Ицени или икени (на латински: Iceni, класическо латинско произношение: икени, къснолатинско произношение: ицени) са келтски народ в древна Британия, населявал една от югоизточния области на острова (днес Норфолк и Съфолк).

## История
Въстават срещу римското владичество по времето на Нерон.
През 60 г. умира владетелят на племето Прасутаг. Римляните обявяват конфискация на всички негови владения. Вдовицата му Будика вдига въстание. Въстаналите ицени и тринованти превземат Веруламий, Камулодун и Лондиниум. Паулин разгромява ицените и с крайна жестокост потушава въстанието. Будика се самоубива. Пълното поражение на въстаниците решава съдбата на южната част на острова в полза на Рим.

## Владетели на ицените
- Кандуро
- Аесу
- Саему
- Антедий (управлявал ок. 25 от н.е.)

Присъединяване към Римската империя (от 47 от н.е.)
- Прасутаг (47 – 59/60)
- Будика, царица (59 – 61), въстава срещу Рим